# Specjalny Oddział Ussuryjski
Specjalny Oddział Ussuryjski (ros. Особый Уссурийский отряд) – jednostka wojskowa białych podczas wojny domowej w Rosji.
Pod koniec stycznia 1918 r. 4 Krąg Wojskowy Ussuryjskiego Wojska Kozackiego wybrał na atamana wojskowego podesauła Iwana P. Kałmykowa. Jednakże część Kozaków ussuryjskich, którzy opowiedzieli się za władzą bolszewicką, nie zaakceptowała tego. Ataman I.P. Kałmykow w poł. marca 1918 r. zbiegł do stanicy Pogranicznaja, gdzie sformował 150-osobowy Specjalny Kozacki Oddział Ussuryjski i ogłosił mobilizację wszystkich Kozaków ussuryjskich do walki z bolszewizmem. Wystąpił zbrojnie przeciwko bolszewickim oddziałom chabarowskiego dalsownarkoma. Po zajęciu Władywostoka przez oddziały Korpusu Czechosłowackiego 29 czerwca 1918 r., kałmykowcy zaktywizowali działania wojskowe. 3 lipca tego roku Specjalny Kozacki Oddział Ussuryjski, liczący ok. 3 tys. żołnierzy, zajął stanicę Grodiekowo. Następnie połączył się z oddziałami czechosłowackimi, po czym w poł. lipca rozpoczął nieudane natarcie w kierunku na Spassk. 20 sierpnia został rozbity przez oddziały bolszewickie. Jednakże przy wsparciu japońskiej 12 Dywizji Piechoty odzyskał zwartość bojową i zdobył 5 września Chabarowsk, który stał się miejscem stacjonowania oddziału. Pod koniec października odbył się 5 Krąg Wojskowy Kozackiego Wojska Ussuryjskiego, na którym ogłoszono masową moblizację Kozaków ussuryjskich w szeregi Specjalnego Kozackiego Oddziału Ussuryjskiego. Kałmykowcy znani byli ze swoich grabieży miejscowej ludności Przymorza. Ich reżim w sowieckiej historiografii został nazwany kałmykowszcziną (калмыковщина). Po przejęciu najwyższej władzy politycznej i wojskowej na Syberii i Dalekim Wschodzie przez admirała Aleksandra W. Kołczaka 18 listopada 1918 r., ataman gen. mjr I.P. Kałmykow początkowo nie uznał jego zwierzchności. Zrobił to dopiero w marcu 1919 r. Wiosną tego roku admirał A.W. Kołczak zażądał wysłania Specjalnego Kozackiego Oddziału Ussuryjskiego, przemianowanego w lutym na Specjalny Oddział Ussuryjski, na front. Ataman I.P. Kałmykow zgodził się, ale faktycznie rozkazu nie wypełnił. Doprowadziło to do dużego niezadowolenia w jego oddziałach. W celu wzmocnienia swojego autorytetu wraz z oddziałami japońskimi od 29 maja do 9 czerwca przeprowadził antypartyzancką operację w rejonie Chabarowska. Pod koniec czerwca w stanicy Grodiekowo obradował 7 Krąg Wojskowy Ussuryjskiego Wojska Kozackiego, na którym formalnie wystąpiono do atamana I.P. Kałmykowa o wysłanie Specjalnego Oddziału Ussuryjskiego na front. W lipcu i na pocz. sierpnia kałmykowcy ponownie prowadzili działania antypartyzanckie. 2 września ataman I.P. Kałmykow został wyznaczony pełnomocnym do ochrony porządku i spokoju publicznego w rejonie chabarowskim i imańskim. Na przełomie września i października Specjalny Oddział Ussuryjski został rozwinięty w Samodzielną Atamana Kałmykowa Brygadę Ussuryjską.